# Ejaculare precoce
Ejacularea prematură este cea mai comună disfuncție sexuală a bărbaților, și se manifestă în principal la bărbați cu vârste sub 40 de ani. Majoritatea specialiștilor care tratează ejacularea prematură definesc această stare ca o ejaculare necontrolată fie înainte, fie la scurt timp după penetrare, cu o stimulare sexuală minimă, fiind producerea ejaculării mai devreme decât își doresc cei doi parteneri sexuali. Această definiție destul de generală, evită să specifice durata precisă a relației sexuale și ajungerea la orgasm, care este de fapt foarte variabilă și depinde de mulți factori specifici persoanelor care se angajează în relații intime. Producerea ocazională a ejaculării premature n-ar trebui să cauzeze îngrijorare, dar dacă problema apare la mai mult de 50% din relațiile sexuale inițiate, atunci de obicei există aceasta disfuncție, și trebuie aplicat tratamentul corespunzător.
Reacția sexuală a omului poate fi împărțită în 3 faze: dorința sexuală (libidoul), excitare și orgasmul. The Diagnostic and Statistical Manual of Mental Disorders, a patra ediție (DSM-IV) clasifică disfuncția sexuală în patru categorii: 
- primară
- stare generală care are nevoie de tratament medical 
- tratament cu medicamente 
- și altele specificate 
Fiecare dintre cele 4 categorii are disfuncție în cele 3 faze sexuale.
Ejacularea prematură poate să fie primară sau secundară. Cea primară se referă la persoanele care au această problemă de când au devenit activi din punct de vedere sexual (de exemplu postpubertate). Cea secundară se referă la acele persoane, care mai înainte au avut un nivel acceptabil de control al ejaculării, și, din motive necunoscute, mai târziu au început să aibă ejacularea prematură. În cazul ejaculării premature secundare problema nu se referă la o difuncție generală de natura medicală, și de obicei, nu se referă nici la un tratament cu medicamente, totuși rareori hiperexcibilitatea poate avea legătură cu administrarea unor medicamente psihotropice, o problemă care se rezolvă când nu se mai ia medicamentul respectiv. Ejacularea prematură se potrivește cel mai bine în a patra categorie, pentru că nimeni nu știe ce cauzează această problemă, totuși în cele mai multe cazuri se impun factorii de natura psihologică.

## Patofiziologie
Ejacularea prematură este considerată a fi o problemă de natură psihologică și nu reprezintă nici o boală organică, care să implice organul reproducător al bărbatului sau orice leziune cunoscută în creierul sau în sistemul nervos. Sistemul de organe afectat în mod direct de ejacularea prematură include sistemul reproducător al bărbatului, porțiunile centrale și periferice ale sistemului nervos care controlează sistemul reproducător al bărbatului și organele reproducătoare ale partenerei sexuale, care se poate să nu fie suficient stimulate pentru a atinge orgasmul. Dacă ejacularea prematură apare înainte de actul sexual și cuplul ar dori un copil, atunci femeia nu poate să rămână însărcinată, decât prin înseminare artificială. Poate că cel mai afectat „organ” al organismului este sufletul partenerilor. Ambii parteneri pot să fie nemulțumiți din punct de vedere sentimental și psihic de această problemă.
Ejacularea prematură este considerată din punct de vedere istoric o disfuncție psihologică. Una dintre teorii este aceea că bărbații sunt condiționați de presiunile societății să atingă orgasmul într-un timp cât mai scurt datorită temerii de a nu fi descoperiți, temere care își are rădăcinile în primele experiențe sexuale pe care le-au avut ca adolescenți. Această obișnuință de a obține rapid satisfacție sexuală e greu de schimbat într-o relație de lungă durată sau căsătorie. Faptul că femeile au nevoie de mai mult timp ca să ajungă la orgasm decât bărbații, este recunoscut din ce în ce mai mult, și asta poate rezulta în recunoașterea și catalogarea ejaculării premature ca fiind o problemă. Unii au pus la îndoială faptul că ejacularea prematură este ceva doar psihologic. Unii cercetători au găsit diferențe ale stărilor de latență și diferențe hormonale la bărbați care sunt afectați de ejaculare prematură comparat cu acei indivizi care nu sunt afectați de această problemă. Teoria arată că unii bărbați sunt mai excitabili și mult mai sensibili la organele genitale, și acest lucru împiedică bărbații să controleze erecția. Se poate găsi și o semnificație logică, din punct de vedere al evoluției, masculul care ejaculează repede poate să fecundeze o femelă mai ușor decât masculul care are nevoie de o excitare mai lungă pentru a ajunge la orgasm. Persoanele care ejaculează repede (dar nu atât de repede ca ejacularea să apară înainte de pătrundere) are șanse mai mari să transmită genele sale generației viitoare.

## Frecvență
În Statele Unite ale Americii: Rata răspândirii a ejaculării prematură la bărbații americani se estimează între 30-70%.
Pe plan internațional: Estimările referitoare la Europa și India arată răspândirea asemănătoare al Statelor Unite. Răspândirea ejaculării prematură nu este cunoscută în alte părți al lumii, ca Asia, Africa, Australia.

## Mortalitate/Îmbolnăvire
Nu se cunosc decese directe cauzate de ejaculare prematură.

## Rasă
Poate să apară la orice rasă.

## Sex
Ejacularea prematură afectează numai bărbații.

## Vârsta
Ejacularea prematură poate să apară de fapt oricând în viața unui bărbat matur. Cel mai comun este la bărbați tineri (între vârstele 18-30 de ani), dar poate să apară și la a doua impotență a bărbaților între vârstele 45-65 de ani.

## Tratamente
Poate fi tratată cu lidocaina. Se aplică 2-3 pufuri pe penisul în erecție și se pune prezervativul. Lidocaina va reduce sensibilitatea zonei, permițând un contact sexual mai îndelungat.
Un lucru este sigur: odată apărută, problema nu se rezolva de la sine, mai degrabă devine din ce în ce mai rău. Exista mai multe variante pentru tratarea disfuncției:
1. Exerciții
2. Produse naturale
3. Medicamente, injecții
Nu se poate preciza, care este cea mai bună metodă de tratare, însă este recomandat să încercați în ordinea de mai sus, ultima variantă fiind medicamentele sau injecțiile. Cel mai important lucru pe parcursul tratamentului este să comunicați cu partenera dvs. Dacă există problema, trebuie conștietizată și tratată în cuplu.
Ejacularea se desfășoară în două faze: 
-Prima fază este cea pre-expulzivă, aceasta corespunde punerii în tensiune a spermei in căile genitale posterioare. Această fază este perceptibilă pentru bărbat, controlabilă și reversibilă.
-A doua fază este cea expulzivă, ea corespunde expulzarii spermei. Această fază este incontrolabilă și ireversibilă, pentru că reprezintă un reflex. Nu putem controla un reflex care s-a declanșat.
Termenul esențial al definiției este involuntar. Bărbatul care suferă de ejaculare precoce nu poate decide voluntar asupra momentului ejaculării. Principalele cauze ale ejacularii precoce sunt de origine psiho-comportamentale: 
-O tensiune emoțională puternică și incontrolabilă în timpul raportului sexual. 
-Stresul, frica eșecului, angoasa performanței, anxietatea, oboseala. 
-Un conflict relațional cu partenera.
Ejacularea precoce care se reproduce în mai multe reprize consecutive, amplifică frica eșecului și stresul, care, la
rândul lor, vor deveni responsabile pentru ejacularea precoce sau prematură repetitivă și durabilă. Sunt foarte rare
cauzele organice ale ejaculării precoce: în timpul infecțiilor urinare e frecventă ejacularea prematură temporară. Nu se poate vorbi de un standard din punct de vedere medical al timpului unui raport sexual și nici de o durată stabilită a erecției până la momentul ejaculării în timpul actului sexual.
Semnul primar al ejaculării precoce constă în consumarea acestui eveniment în majoritatea contactelor sexuale ale cuplului respectiv mai devreme decât este dorit pentru a se obține satisfacție reciprocă. Această problemă, a ejaculării precoce, se va petrece în toate situațiile sexuale, incluzând masturbarea sau raportul sexual cu o altă persoană.
Din punct de vedere medical, această tulburare este clasificată în două categorii, primară și secundară: - ejacularea
precoce primară. Se vorbește de ejaculare precoce primară în situația în care această problemă este cunoscută de cel în cauză ca fiind prezentă și nemodificată pe toata perioada activității sale sexuale - ejacularea precoce secundară. Putem discuta de o ejaculare sexuală secundară în cazul în care această tulburare apare după o perioadă în care lucrurile din acest punct de vedere au decurs normal fără a fi prezentă vreo nemulțumire legată de durata actului sexual. Barbații suferinzi de fimoză adica imposibilitatea de a descoperi glandul se confruntă adesea cu ejacularea precoce.

## References
1. ↑  „Premature Ejaculation”. Accesat în 10 mai 2015.
2. ↑  Laymon, CW, Freeman, C. - Arch Dermat Syph 49:57-9, 1944